# Wilhelm Filchner
Wilhelm Filchner (født 13. september 1877, død 7. maj 1957 i Zürich i Schweiz) var en tysk ekspeditionsleder.
I en alder af 21 år deltog Filchner i sin første ekspedition til Rusland og rejste to år senere (1900) på hesteryg over Pamir. I 1903-1905 ledte han en ekspedition fra Xining til det østlige Tibet og 1911-1912 den anden tyske sydpolarekspedition til Weddellhavet og opdagede Prins Luitpold-land, en forlængelse af Coats land. 1926-1928 foretog han en ny ekspedition til Centralasien fra Kuldja til Xining og gennem det østlige Tibet til Leh.
Under første verdenskrig blev Filchner, som havde oprettet et tysk pressekontor i Norge, afsløret som spionleder og måtte forlade landet. Han var medlem af Det tyske selskab for racehygiejne.
Under anden verdenskrig sad han interneret i Indien. Senere boede han i Pune i Maharashtra i Indien.

## Udvalgt bibliografi
- Ein Ritt über den Pamir (1903)
- Wissenschaftliche Ergebnisse der Expedition Filchner nach China und Tibet (11 bind og 6 kortbilag 1906-1914)
- Zum sechsten Erdteil (1922)
- Hui-Hiu, Asiens Islamkämpfe (1928)
- Om mani padme hum. Meine China- und Tibet-Expedition 1925-1928 (1929).